# 上田龍也
上田龍也（日语：／ Ueda Tatsuya，1983年10月4日—）出身於日本神奈川縣，為日本偶像經紀公司傑尼斯事務所旗下的男子偶像團體「KAT-TUN」成員之一，代表色為藍色。

## 人物
- 家人：爸爸 媽媽 一個姐姐
- 最高學歷：私立昭和第一高等学校（男校）畢業
- 最尊敬的前輩：今井翼、櫻井翔
- 傷患經歷：2010年8月27日KAT-TUN WORLD BIG TOUR 台北小巨蛋演唱會上從３公尺高舞台躍下，造成左腳大拇趾附近三處骨折，演唱會中途被送往医院。緊急治療和打上石膏後，28日負傷上陣，29日飞回日本坚持完成了个人的SOLO表演。 9月26日，上田龙也表示傷患已经恢复了7成。

## 曾參與團體
- B.B.A.
- M.A.D.
- B.B.D.
- KAT-TUN
- 年男ユニット
- MOUSE PEACE（ソロコンサートでのバンド）

## 音樂作品

### 歷年演唱會與SOLO曲目
| 年份 | 標題                                                               | 時間                                               | SOLO曲目 |
| 2019 | KAT-TUN LIVE TOUR 2019 IGNITE                                      | 2019/08/09~2019/09/29                              | 百花繚乱 |
| 2018 | KAT-TUN LIVE TOUR 2018 CAST                                        | 2018/08/04~2018/10/21                              | World's End |
| 2018 | KAT-TUN LIVE 2018 UNION                                            | 2018/04/20~2018/04/22                              | |
| 2016 | KAT-TUN 10TH ANNIVERSARY LIVE TOUR "10Ks!"                         | 2016/04/03~2016/05/01                              | |
| 2015 | KAT-TUN LIVE 2015 "quarter" in TOKYO DOME                          | 2015/05/09~2015/05/10                              | |
| 2014 | KAT-TUN LIVE TOUR 2014 come Here                                   | 2014/07/08~2014/12/31                              | Art of life |
| 2013 | COUNTDOWN LIVE 2013 KAT-TUN                                        | 2013/12/30~2013/12/31                              | |
| 2012 | KAT-TUN LIVE TOUR 2012 CHAIN                                       | 2012/02/11~2012/04/28                              | Runaway |
| 2010 | MOUSE PEACE uniting with FiVe TATSUYA UEDA LIVE 2010(SOLO CONCERT) | 2010/08/04～2010/10/03                             | LOST、RABBIT OR WOLF?、腹ペコマン、LOVE IN SNOW、フレンズ、Deep red drop、TEEN'S、育ち島、MARIE ANTOINETTE、遙か未来へ、ニートまん、愛の華、花の舞う街、ヤンキー片想い中 |
| 2010 | KAT-TUN WORLD BIG TOUR 2010                                        | 2010/07/16～2010/08/28                             | RABBIT OR WOLF、MARIE ANTOINETTE(東京巨蛋) |
| 2009 | KAT-TUN LIVE TOUR 2009 Break The Record                            | 2009/05/15～2009/06/15                             | 花の舞う街 |
| 2008 | Mouse Peace Tatsuya Ueda Live 2008(SOLO CONCERT)                   | 2008/09/08～2008/09/21                             | 育ち島、TIME、TEEN'S、DICTATOR、遙か未来へ、ヤンキー片想い中、腹ペコマン、LOST、LOVE IN SNOW、Sparking、カキゴオリ、愛の華                                               |
| 2008 | KAT-TUN LIVE TOUR 2008 QUEEN OF PIRATES                            | 2008/04/17～2008/05/14                             | 愛の華 |
| 2007 | TOUR 2007 cartoon KAT-TUN II You                                   | 2007/04/03～2007/06/17                             | LOST |
| 2006 | '06 Live of KAT-TUN "Real Face"                                    | 2006/03/17～2006/05/14                             | SPARKING |
| 2005 | Spring '05 Looking KAT-TUN                                         | 2005/03/25～2005/03/27、05/29～06/26、08/26～08/28 | カキゴオリ／pieces |
| 2004 | KAT-TUN Live 海贼帆                                                | 2004/12/28～2005/01/10                             | Love in snow |
| 2003 | Ko年モ Ah Taiヘン Thank U Natsu                                    | 2003/08/08～2003/08/27                             | |
| 2002 | お客様は神サマーConcert 55万人愛のリクエストに応えて！！           | 2002/08/10～2002/08/11                             | Crazy love |

- 其他SOLO曲目

〜again （作詞：MOUSE PEACE "Tatsuya"、作曲：MOUSE PEACE "Masami"） 收錄於專輯『CHAIN』
MONSTER NIGHT （作詞：Tatsuya Ueda,Masami Okaza、作曲：RAT-0124） 週錄於迷你專輯『楔-kusabi-』〈初回限定盤2〉
未完成のアンサー(配信限定) （作詞：大木隆弘、作曲：南田健吾、編曲：遠藤ナオキ、2017年10月13日 - 配信開始） ，主演電視劇「新宿セブン」片尾曲
俺メロディ （作詞：大森靖子・根本宗子、作曲：大森靖子）收錄於『Ask Yourself』〈通常盤初回版〉，舞台劇「新世界ロマンスオーケストラ」劇中曲

### DVD與其他出版物
- DVD

2015/10/14―KAT-TUN LIVE 2015 "quarter" in TOKYO DOME
2015/04/22―KAT-TUN LIVE TOUR 2014 come Here
2014/05/14―COUNTDOWN LIVE 2013 KAT-TUN
2012/11/21―KAT-TUN LIVE TOUR 2012 CHAIN TOKYO DOME
2010/12/19―KAT-TUN-NO MORE PAIИ-WORLD TOUR 2010
2009/12/16―KAT-TUN LIVE Break the Records
2009/01/01―KAT-TUN LIVE TOUR 2008 QUEEN OF PIRATES
2007/11/21—「TOUR 2007 cartoon KAT-TUN Ⅱ You」
2007/04/11—「Live of KAT-TUN "Real Face"」
2006/06/28—「DREAM BOYS　KAT-TUN・関ジャニ∞」
2006/03/22—「Real Face Film」
2005/05/03—「KAT-TUN Live 海賊帆」
2005/04/20―SUMMARY of Johnnys World
2003/02/26—「お客様は神サマーConcert 55万人愛のリクエストに応えて！！」
- 其他出版物

2003/12/08—《KAT-TUN 1st. IN NEW YORK》，KAT-TUN第一本寫真集
2009/08/31―『KAT-TUNライブ・ドキュメント・フォトブック「BREAK the RECORDS」』

### 個人演唱會
- 2008年9月8日 - 9月21日  TATSUYA UEDA LIVE 2008 『MOUSE PEACE』「Johnnys Theater」
- 2010年8月4日 - 10月3日  MOUSE PEACE uniting with FiVe TATSUYA UEDA LIVE 2010（5都市7公演）
- 2024年1月6日 - 2月6日 MOUSE PEACE 2024 〜我龍転生〜（5都市15公演）

### 舞台劇
- 2020/09/15～2020/10/12－「Endless SHOCK -Eternal-」
- 2020/02/04～2020/03/31－「Endless SHOCK 20th Anniversary」
- 2019/04/06～11－「POLITICAL MOTHER THE CHOREOGRAPHER'S CUT」（主演）
- 2017/04/30～05/21，05/26-05/28－「新世界ロマンスオーケストラ」（主演）
- 2015/11/01～11/26－「青い瞳」
- 2014/01/09～02/01，02/07-02/12－「冬眠する熊に添い寝してごらん」（主演）
- 2009/04/02～2009/04/05－「Romeo and Julietロミオとジュリエット」（主演ソロ Romeo，大阪）
- 2009/03/04～2009/03/29－「Romeo and Juliet ロミオとジュリエット」（主演ソロ Romeo，東京）
- 2006/01/03～2006/01/29－「DREAM BOYS」
- 2005/04/27～2005/05/15－「Hey！Say！Dream Boy」
- 2004/08/08～2004/08/29－「SUMMARY」
- 2004/05/08～2004/05/23－「DREAM BOY」
- 2004/01/08～2004/01/31－「DREAM BOY」
- 2003/01/08～2003/02/25－「SHOCK」
- 2002/06/04～2002/06/28－「SHOCK」
- 2001/12/01～2002/01/27－「SHOCK」

## 節目演出
- 8時だJ（页面存档备份，存于）（1998年4月 - 1999年9月、朝日電視台）
- music-enta（页面存档备份，存于）（2001年4月19日 - 2002年3月14日、朝日電視台）
- Music Jump（页面存档备份，存于）（NHK BS2）
- Pop Jam（页面存档备份，存于）（NHK、2001年4月－2002年3月）
- 裸之少年（页面存档备份，存于）（朝日電視台、2001年4月－07年－）
- ザ少年倶楽部（页面存档备份，存于）（NHK BS2、2004年4月－午後6時～6時50分）
- 大家的電視（日本電視台、2005年4月－2005年9月）
- KAT-TUN×3（页面存档备份，存于）（日本電視台、2005年7月30日・8月6日）
- 歌笑（页面存档备份，存于）（日本電視台、2005年10月－2007年1月）
- 24小時電視 29（日本電視台、2006年8月26～27日）
- Dance甲子園特別節目（日本電視台、2006年12月30日）
- cartoon KAT-TUN（日本電視台、2007年4月4日－2010年3月24日）
- 24小時電視 30（日本電視台、2007年8月18日）
- 教科書にのせたい!（页面存档备份，存于）（2011年7月26日 - 2012年9月4日、TBS）
- 炎の体育会TV（页面存档备份，存于）（2012年10月 - 、TBS）
- 全世界極限サバイバル 第2弾（2015年4月8日、TBS）
- おたすけJAPAN（2017年6月14日、富士電視台）

## 演出作品

### 電視劇
以下為個人單獨演出作品
- 結婚萬歲（2009年4月20日－6月29日，富士電視台）飾演 雨宮邦康
- 逃亡～為了所愛的你（2011年10月27日－12月22日，TBS）飾演 瀧本空哉
- 敏行快跑（2012年7月6日－9月7日，朝日電視台）飾演 安藤龍
- 視覺探偵 日暮旅人（2017年1月22日－3月19日，日本電視台）飾演 鶴田龜吉
- 新宿セブン（2017年10月14日－12月23日，東京電視台）主演 七瀬
- 節約搖滾（2019年1月22日－3月26日，日本電視台）主演 松本タカオ
- 世界奇妙君物語 第5集「脇役バトルロワイヤル」（2021年4月2日，WOWOW）主演 淳
- 涅墨西斯（2021年4月11日－6月13日，日本電視台）飾演 星憲章
- 火星-零的革命- 第5集（2024年2月20日，朝日電視台）飾演 円城雅

### 單元劇
- 恐怖星期天〜2000〜（页面存档备份，存于）（怖い日曜日〜2000〜）（2000年7月 - 11月，日本電視台）飾演 慎悟（第8話出演）
- 恐怖星期天〜2000〜（页面存档备份，存于）（怖い日曜日〜2000〜）（2000年7月 - 11月，日本電視台）飾演 俊樹（第15話出演）
- 史上最糟糕的約會（页面存档备份，存于）（史上最悪のデート）（2000年12月 - 2001年4月，日本電視台） 飾演 マコト（第16話出演）

### 網路劇
- 節約LOCK（2020年9月21日 - ，Hulu）主演 松本タカオ
- GAME OF SPY（2022年6月24日 - ，Amazon Prime Video）飾演 景山透

### 電影
- 永遠的0 （2013年12月21日上映）飾演 小山
- Endless SHOCK（2021年2月1日）飾演 タツヤ
- 涅墨西斯：黃金螺旋之謎（2023年3月31日上映）飾演 星憲章

## 電台節目
- R-One KAT-TUN（页面存档备份，存于）(文化放送、2006年4月5日～2012年3月26日)與成員中丸雄一共同主持

## 廣告代言
- LOTTE CRUNKY
  - 「爽」
  - 「プラスX」（2003年－）
  - 「プラスX」（2007年－）

- Rohto製薬
  - 「もぎたて果実」護脣膏（2005、2006年）
  - 「Cキューブシリーズ」（2005年－）
  - 「セセラ」（2007年）

- スカイパーフェクト・コミュニケーションズ
  - 「SKY PerfecTV!」（2006年）

- NTT DoCoMo
  - 「new 9 シリーズ」（2006年）
  - 「FOMA903i」（2006年）
  - 「ぼくたちの自由」（2007年）

## 外部連結
- Johnny's net Johnny's官網
- 上田龍也的Instagram帳戶
- 上田龍也在互联网电影资料库（IMDb）上的資料（英文）